# Новоселівка (Пирятинська міська громада)
Новосе́лівка (до 2021 року — Голоборо́дька) — село в Україні, у Пирятинській міській громаді Лубенського району Полтавської області. Населення становить 61 осіб. Колишній орган місцевого самоврядування — Пирятинська міська рада.

## Географія
Село Новоселівка розміщене за 1 км від лівого берега річки Удай, на відстані 0,5 км від села Заріччя, на протилежному березі — місто Пирятин. Річка в цьому місці звивиста, утворює лимани, стариці та заболочені озера.

## Історія
12 червня 2020 року, відповідно до розпорядження Кабінету Міністрів України № 721-р «Про визначення адміністративних центрів та затвердження територій територіальних громад Полтавської області», село увійшло до складу Пирятинської міської громади.
19 липня 2020 року, в результаті адміністративно - територіальної реформи та ліквідації Питятинського району, село увійшло до складу новоутвореного Лубенського району.

## Населення
Згідно з переписом УРСР 1989 року чисельність наявного населення села становила 70 осіб, з яких 37 чоловіків та 33 жінки.
За переписом населення України 2001 року в селі мешкала 61 особа.

### Мова
Розподіл населення за рідною мовою за даними перепису 2001 року:
| Мова       | Відсоток |
| ---------- | -------- |
| українська | 86,89 %  |
| російська  | 9,84 %   |
| циганська  | 1,64 %   |
| інші       | 1,63 %   |